# Karel Fridrich Sasko-Výmarsko-Eisenašský
Karel Bedřich Sasko-Výmarsko-Eisenašský (německy Carl Friedrich von Sachsen-Weimar-Eisenach, 2. února 1783, Výmar – 8. července 1853, Výmar) byl v letech 1828 až 1853 sasko-výmarsko-eisenašským velkovévodou.

## Život
Karel Bedřich se narodil jako nejstarší syn velkovévody Karla Augusta Sasko-Výmarsko-Eisenašského (1757–1828) a jeho manželky Luisy Hesensko-Darmstadtské, dcery vévody Ludvíka IX.
Na velkovévodský trůn nastoupil po smrti svého otce v roce 1828. Hlavní město vévodství, Výmar, bylo i nadále kulturním centrem střední Evropy, a to i o po smrti Johanna Wolfganga von Goethe v roce 1832.
Kapelníkem výmarské dvorní kapely byl až do své smrti v roce 1837 Johann Nepomuk Hummel a v roce 1848 se kapelníkem stal ve Výmaru usazený Ferenc Liszt. Ten kolem sebe shromáždil kruh lidí, díky němuž byl výmarský dvůr významným hudebním centrem. Na Lisztovu přímluvu našel ve Výmaru útočiště skladatel Richard Wagner poté, co byl v letech 1848-1849 nucen uprchnout ze Saska kvůli svým aktivitám v tamních revolučních nepokojích. Wagnerova opera Lohengrin byla poprvé provedena právě ve Výmaru v srpnu 1850.
Velkovévoda Karel Bedřich zemřel 8. července 1853 ve věku 70 let na Schloss Belvedere ve Výmaru.

## Manželství a potomci

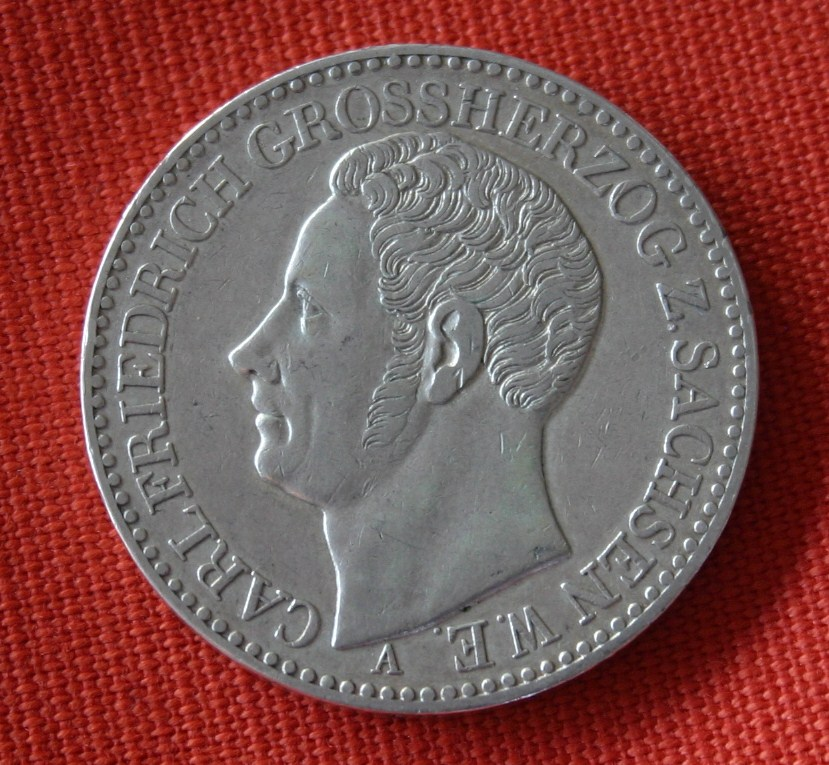
Líc tolaru Karla Bedřicha, 1841.

3. srpna 1804 se jednadvacetiletý Karel v Petrohradu oženil s o tři roky mladší velkokněžnou Marií Pavlovnou, dcerou ruského cara Pavla I. Manželé spolu měli za 49 let manželství čtyři děti:
- 1. Pavel Alexandr Karel Konstantin Fridrich August Sasko-Výmarsko-Eisenašský (25. 9. 1805 Výmar – 10. 4. 1806 tamtéž)
- 2. Marie Sasko-Výmarsko-Eisenašská (3. 2. 1808 Výmar – 18. 1. 1877 Berlín), ⚭ 1827 princ Karel Pruský (29. června 1801 – 21. ledna 1883)
  - ⚭ 1827 Karel Pruský (29. 6. 1801 Berlín – 21. 1. 1883 tamtéž), pruský princ, první velmistr Řádu johanitů (braniborské bailivy) po obnovení řádu
- 3. Augusta Sasko-Výmarská (30. 9. 1811 Výmar – 7. 1. 1890 Berlín)
  - ⚭ 1829 Vilém I. Pruský (22. 3. 1797 Berlín – 9. 3. 1888 tamtéž), pruský král (1861–1888) a první německý císař (1871–1888)
- 4. Karel Alexandr Sasko-Výmarsko-Eisenašský (24. 6. 1818 Výmar – 5. 1. 1901 tamtéž), velkovévoda sasko-výmarsko-eisenašský od roku 1853 až do své smrti
  - ⚭ 1842 princezna Žofie Oranžsko-Nasavská (8. 4. 1824 Haag – 23. 3. 1897 Výmar)

## Vývod z předků
|                               |                                             |  |                                     |                                                 |  |  |  |  |  |  |  | Jan Arnošt III. Sasko-Výmarský |
|                               |                                             |  |                                     |                                                 |  |  |  |  |  |  |  |                                |
|                               | Arnošt August I. Sasko-Výmarsko-Eisenašský  |  |                                     |                                                 |  |  |  |  |  |  |  |                                |
|                               |                                             |  |                                     |                                                 |  |  |  |  |  |  |  |                                |
|                               |                                             |  |                                     | Žofie Augusta Anhaltsko-Zerbstská               |  |  |  |  |  |  |  |                                |
|                               |                                             |  |                                     |                                                 |  |  |  |  |  |  |  |                                |
|                               | Arnošt August II. Sasko-Výmarsko-Eisenašský |  |                                     |                                                 |  |  |  |  |  |  |  |                                |
|                               |                                             |  |                                     |                                                 |  |  |  |  |  |  |  |                                |
|                               |                                             |  |                                     | Jiří Fridrich Karel Braniborsko-Bayreuthský     |  |  |  |  |  |  |  |                                |
|                               |                                             |  |                                     |                                                 |  |  |  |  |  |  |  |                                |
|                               | Žofie Šarlota Braniborsko-Bayreuthská       |  |                                     |                                                 |  |  |  |  |  |  |  |                                |
|                               |                                             |  |                                     |                                                 |  |  |  |  |  |  |  |                                |
|                               |                                             |  |                                     | Dorotea Šlesvicko-Holštýnsko-Sonderbursko-Becká |  |  |  |  |  |  |  |                                |
|                               |                                             |  |                                     |                                                 |  |  |  |  |  |  |  |                                |
|                               | Karel August Sasko-Výmarsko-Eisenašský      |  |                                     |                                                 |  |  |  |  |  |  |  |                                |
|                               |                                             |  |                                     |                                                 |  |  |  |  |  |  |  |                                |
|                               |                                             |  |                                     | Ferdinand Albrecht II. Brunšvický               |  |  |  |  |  |  |  |                                |
|                               |                                             |  |                                     |                                                 |  |  |  |  |  |  |  |                                |
|                               | Karel I. Brunšvický                         |  |                                     |                                                 |  |  |  |  |  |  |  |                                |
|                               |                                             |  |                                     |                                                 |  |  |  |  |  |  |  |                                |
|                               |                                             |  |                                     | Antonie Amálie Brunšvicko-Wolfenbüttelská       |  |  |  |  |  |  |  |                                |
|                               |                                             |  |                                     |                                                 |  |  |  |  |  |  |  |                                |
|                               | Anna Amálie Brunšvicko-Wolfenbüttelská      |  |                                     |                                                 |  |  |  |  |  |  |  |                                |
|                               |                                             |  |                                     |                                                 |  |  |  |  |  |  |  |                                |
|                               |                                             |  |                                     | Fridrich Vilém I. Pruský                        |  |  |  |  |  |  |  |                                |
|                               |                                             |  |                                     |                                                 |  |  |  |  |  |  |  |                                |
|                               | Filipína Šarlota Pruská                     |  |                                     |                                                 |  |  |  |  |  |  |  |                                |
|                               |                                             |  |                                     |                                                 |  |  |  |  |  |  |  |                                |
|                               |                                             |  |                                     | Žofie Dorotea Hannoverská                       |  |  |  |  |  |  |  |                                |
|                               |                                             |  |                                     |                                                 |  |  |  |  |  |  |  |                                |
| Karel Fridrich Sasko-Výmarský |                                             |  |                                     |                                                 |  |  |  |  |  |  |  |                                |
|                               |                                             |  |                                     |                                                 |  |  |  |  |  |  |  |                                |
|                               |                                             |  | Arnošt Ludvík Hesensko-Darmstadtský |                                                 |  |  |  |  |  |  |  |                                |
|                               |                                             |  |                                     |                                                 |  |  |  |  |  |  |  |                                |
|                               | Ludvík VIII. Hesensko-Darmstadtský          |  |                                     |                                                 |  |  |  |  |  |  |  |                                |
|                               |                                             |  |                                     |                                                 |  |  |  |  |  |  |  |                                |
|                               |                                             |  |                                     | Dorotea Šarlota Braniborsko-Ansbašská           |  |  |  |  |  |  |  |                                |
|                               |                                             |  |                                     |                                                 |  |  |  |  |  |  |  |                                |
|                               | Ludvík IX. Hesensko-Darmstadtský            |  |                                     |                                                 |  |  |  |  |  |  |  |                                |
|                               |                                             |  |                                     |                                                 |  |  |  |  |  |  |  |                                |
|                               |                                             |  |                                     | Jan Reinhard III. Hanavsko-Lichtenberský        |  |  |  |  |  |  |  |                                |
|                               |                                             |  |                                     |                                                 |  |  |  |  |  |  |  |                                |
|                               | Šarlota z Hanau-Lichtenbergu                |  |                                     |                                                 |  |  |  |  |  |  |  |                                |
|                               |                                             |  |                                     |                                                 |  |  |  |  |  |  |  |                                |
|                               |                                             |  |                                     | Dorotea Frederika Braniborsko-Ansbašská         |  |  |  |  |  |  |  |                                |
|                               |                                             |  |                                     |                                                 |  |  |  |  |  |  |  |                                |
|                               | Luisa Hesensko-Darmstadtská                 |  |                                     |                                                 |  |  |  |  |  |  |  |                                |
|                               |                                             |  |                                     |                                                 |  |  |  |  |  |  |  |                                |
|                               |                                             |  |                                     | Kristián II. Falcko-Zweibrückenský              |  |  |  |  |  |  |  |                                |
|                               |                                             |  |                                     |                                                 |  |  |  |  |  |  |  |                                |
|                               | Kristián III. Falcko-Zweibrückenský         |  |                                     |                                                 |  |  |  |  |  |  |  |                                |
|                               |                                             |  |                                     |                                                 |  |  |  |  |  |  |  |                                |
|                               |                                             |  |                                     | Kateřina Agáta Rappoltsteinská                  |  |  |  |  |  |  |  |                                |
|                               |                                             |  |                                     |                                                 |  |  |  |  |  |  |  |                                |
|                               | Karolína Falcko-Zweibrückenská              |  |                                     |                                                 |  |  |  |  |  |  |  |                                |
|                               |                                             |  |                                     |                                                 |  |  |  |  |  |  |  |                                |
|                               |                                             |  |                                     | Ludvík Kraft Nasavsko-Saarbrückenský            |  |  |  |  |  |  |  |                                |
|                               |                                             |  |                                     |                                                 |  |  |  |  |  |  |  |                                |
|                               | Karolína Nasavsko-Saarbrückenská            |  |                                     |                                                 |  |  |  |  |  |  |  |                                |
|                               |                                             |  |                                     |                                                 |  |  |  |  |  |  |  |                                |
|                               |                                             |  |                                     | Filipína Henrieta z Hohenlohe-Langenburgu       |  |  |  |  |  |  |  |                                |
|                               |                                             |  |                                     |                                                 |  |  |  |  |  |  |  |                                |